# Milan Šimčák
Milan Šimčák (Košice, 23 agosto 1995) è un calciatore slovacco, difensore dello Stal Rzeszów.

## Caratteristiche tecniche
È un terzino sinistro.